# Кіщук Микола Зиновійович
Микола Зиновійович Кіщу́к (нар. 25 березня 1919, Річка — пом. 24 жовтня 1998, Річка) — український майстер різьблення на дереві; член Спілки радянських художників України з 1960 року.

## З біографії
Народився 25 березня 1919 року в селі Річці (нині Косівський район Івано-Франківської області, Україна). Працював у річненському цеху Косівського художньо-виробничого обєднанна «Гуцульщина», з 1960-х років — у Косівських художньо-виробничих майстернях.
Жив у селі Річці, де і помер 24 жовтня 1998 року.

## Творчість
У техніці плоского геометричного різьблення створбвав декоративні барильця, тарелі, пудрениці, скриньки, рахви, цукорниці, бочівки, свічники, напрестольні хрести, рамки для ікон та портретів, інкрустуючи перламутром, металом, кольоровим деревом, бісером. Майстерно застосовував елементи гуцульського орнаменту: «кривульки», «кучері», «косиці», «пшеничка», «калачики», «гачки», «слізки», «соняшники» тощо. Серед робіт:
- палітурка альбому «50-років СРСР» (1967; Івано-Франківський краєзнавчий музей);
- декоративні тарілки з гербом СРСР (1967);
- скринька «Володимир Ленін» (1972);
- папка-адреса «Ювілейний» (1972).

Брав участь у всесоюзних виставках з 1940 року, обласних — з 1947 року, всеукраїнських — з 1954 року, міжнародних — з 1958 року (у Лейпцизі та Відні).
Роботи майстра зберігаються Національному музеї українського народного декоративного мистецтва у Києві, Національному музеї народного мистецтва Гуцульщини та Покуття імені Йосафата Кобринського у Коломиї (12 робіт), Музеї етнографії та художнього промислу у Львові.